# Tapis Point de Sedan
Le tapis point de Sedan est un type de tapis réalisé à Sedan (Ardennes) depuis la fin du XIXe siècle.
Réalisé en laine et en fil de lin, il se caractérise par une grande densité de points (75 000 par mètre carré) ce qui lui donne une brillance particulière. Le « point de Sedan » est une double fixation de la laine en forme de 8.

## Le point de Sedan
Le point de Sedan est un point de dentelle, produite aux XVIe et XVIIe siècles à Sedan.

## Histoire
En 1889, Adrien Duquesne, un industriel parisien, s'associe à Henri Grosselin, un ingénieur sedanais, pour produire d'une manière industrielle des tapis à partir d'une technique nouvelle décrite pour la première fois en 1886.
L'entreprise connait un succès immédiat. En 1900, la fabrique de Sedan compte 24 métiers mécaniques et produit environ 32 000 mètres carrés de tapis par an.
Au début des années 1960, Jackie Kennedy fait une commande pour un tapis destiné à la Maison blanche à Washington.
L'entreprise ferme en 2007.

## Protection des machines
Les machines du Tapis Point de Sedan, restées encore au sein de l'usine après l'arrêt de l'activité, ont été protégés au titre des monuments historiques par l'arrêté du 1er septembre 2010 afin de protéger ces témoignages de ce que fut l'activité industrielle à Sedan au cours du XXe siècle : une machine à bobiner, un ourdissoir, quatre machines à tisser de type Jacquard.